# Neofacydes nigrolineatus
Neofacydes nigrolineatus là một loài tò vò trong họ Ichneumonidae.